# Istorps församling
Istorps församling är en församling i Marks och Kinds kontrakt i Göteborgs stift. Församlingen ligger i Marks kommun i Västra Götalands län och ingår i Istorps pastorat.

## Administrativ historik
Församlingen har medeltida ursprung.
Församlingen har varit och är moderförsamling i pastoratet Istorp, Öxnevalla och Horred.

## Kyrkor
- Istorps kyrka